# Salah Bey
Salah Bey è un comune dell'Algeria, situato nella provincia di Sétif.